# Harry Atkinson
Henry Albert Atkinson, detto Harry (Broxton, 1º novembre 1831 – Wellington, 28 giugno 1892), è stato un politico neozelandese.
Ricoprì per ben quattro volte la carica di primo ministro della Nuova Zelanda: dal 1º settembre 1876 al 13 ottobre 1877, dal 23 settembre 1883 al 16 agosto 1884, dal 28 agosto al 3 settembre 1884 e dall'8 ottobre 1887 al 24 gennaio 1891